# John Alcorn
John Alcorn (* 10. Februar 1935 in Corona, Queens; † 27. Januar 1992 in New London, Connecticut) war ein US-amerikanischer Grafikdesigner und Illustrator. Er gestaltete und illustrierte zahlreiche Bücher und Buchtitel (vornehmlich Kinderbücher), Plakate und Verpackungen. Alcorns Arbeiten wurden mehrfach international ausgezeichnet.

## Leben
John Alcorn studierte an der Cooper Union in New York, hier befasste er sich zunächst mit Architektur, Kalligrafie, Typografie und Zeichnen, später spezialisierte er sich auf Grafikdesign, Illustration und Werbung. Er arbeitete für Esquire und das renommierte, von Seymour Chwast, Milton Glaser, Reynold Ruffins und Edward Sorel begründete Push Pin Studio. 1958 ging Alcorn für ein Jahr als Grafiker zu CBS und machte sich anschließend selbstständig. In den folgenden Jahren konzentrierte er sich auf Buchillustrationen. Anfang der 1960er Jahre zog er mit seiner Frau Phyllis nach Ossining New York. Das von ihm gestaltete Buch Books! von Murray McCain wurde 1962 vom American Institute of Graphic Arts (heute AIGA) ausgezeichnet. 1971 zog er mit seiner Familie nach Florenz, wo er für den Rizzoli-Verlag zahlreiche Bücher gestaltete. 1977 kehrte er in die USA zurück und ließ sich im nördlich von New York gelegenen Cold Spring nieder. 1983 ging er nach Lyme in Connecticut.
John Alcorn starb 1992 an einem Herzinfarkt. Er hinterließ seine Frau Phyllis und drei Söhne.

## Auszeichnungen
John Alcorn wurde vielfach ausgezeichnet, unter anderem vom New Yorker Art Directors Club, dem American Institute of Graphic Arts, dem Type Directors Club, der Society of Illustrators, von der Bologna Children’s Book Fair und der Cooper Union. Seine Arbeiten wurden in zahlreichen Ausstellungen gezeigt. Er hatte Einzelausstellungen in New York, Mailand und Paris.

## Werk
Für Federico Fellini gestaltete er Filmtitel und -plakate, unter anderem zu Amarcord, Fellinis Casanova und Fellinis Roma.

### Buchillustrationen (Auswahl)
- Murray McCain: Books! J. Cape, 1962
- Al Hine: Where in the World Do You Live? Harcourt, 1962
- Mary Kay Phelan: The Circus. Holt, 1963
- Ogden Nash: Everyone but Thee and Me. Dent, 1963
- Al Hine: Money Round the World. Harcourt, 1963
- Stella Standard: The Art of Fruit Cookery. Doubleday, 1964
- Sesyle Joslin: The Petite Famille. Harcourt, 1964
- Television Note Book. Columbia Broadcasting System Inc., 1964
- Murray McCain: Writing! Ariel, 1964
- Al Hine: A Letter to Anywhere. Harcourt, 1964
- Marie Winn, Alan Miller: The Fireside Book of Children’s Songs. Simon & Schuster, 1966
- Phyllis McGinley: Wonderful Time. J. B. Lippincott & Co., 1966
- Sesyle Joslin: La Fiesta. Harcourt, 1967
- Jan Wahl: Pocahontas in London. Delacorte, 1967
- Martin Gardner: Never Make Fun of a Turtle, My Son. Simon & Schuster, 1969
- One, Two, Three. Hallmark Cards, 1970
- Mitchell Brown: The Great Book of Puzzles and Perplexities. Lyceum Books, 1978